# Frýdek-Místek
Frýdek-Místek település Csehországban, a Frýdek-místeki járásban. Frýdek-Místek Janovice, Sedliště, Hukvaldy, Nošovice, Nižní Lhoty, Staré Město, Staříč, Raškovice, Žabeň, Sviadnov, Řepiště, Baška, Bruzovice, Dobrá, Fryčovice, Paskov és Palkovice településekkel határos. Lakosainak száma 53 938 fő (2024. január 1.).

## Népesség
A település lakosságának változását az alábbi diagram mutatja:
| Lakosok száma | 13 617 | 17 413 | 22 473 | 22 073 | 59 430 | 61 400 | 56 719 | 55 931 | 53 899 | 53 938 |
|               | 1869   | 1890   | 1921   | 1950   | 1980   | 2001   | 2017   | 2019   | 2022   | 2024   |